# クライマックス (ミシガン州)
クライマックス（Climax）は、アメリカ合衆国ミシガン州のカラマズー郡にある村。人口は791人（2000年）。カラマズーの東16キロメートルにある。
村はチャールストン・タウンシップ（Charleston Township）との北部境界上にあるクライマックス・タウンシップ（Climax Township）の中にあり、学区は隣町のスコッツ（Scotts）と共有している。
村の中のほとんどの物は、中央通りのメイン・アンド・メープル（Main and Maple）に集中している。学校・中央墓地・レストランなどは、すべて南中央通り沿いにある。北中央通りには、比較的新しい音楽スタジオ（以前は自営の金物屋だった）・コンビニエンスストアー・図書館・公園・電話会社・郵便局・銀行・協会・数件の民家、および地元新聞のクライマックス・クレセント（the Climax Crescent）などがある。メープルはメソジスト教会やシンクレア市場（Sinclair's Market）を除けば、ほとんどが住宅地である。

## 地理
国税調査によれば、村の総面積は1平方マイル（2.7km²）である。

## 人口
2000年に実施された国税調査の結果では、村には791人、279世帯、212家族が生活している。人口密度は1平方マイルあたり769.9人（1平方キロメートルあたり296.5人）である。家屋の総数は291戸で、密度は1平方マイルあたり283.2戸（1平方キロメートルあたり109.1戸）である。人種構成は96.08%が白人、0.88%がアフリカ系アメリカ人、0.63%が先住アメリカ人、1.14%が他人種、1.26%が混血である。ヒスパニック系またはラテン系は、人口の3.16%を占めている。
279世帯のうち、18歳以下の子供がいる家庭は41.6%、夫婦が同居している家庭は63.4%、夫がいない女性が戸主の家庭は7.9%、一人暮らしの家庭は24.0%である。全世帯のうち19.0%は個人が世帯主であり、7.2%は65歳以上の老人の一人暮らしである。世帯人員は平均2.84人で、家族人員は平均3.28人である。
世代構成は、18歳未満が31.9%、18歳以上24歳以下が8.7%、25歳以上44歳以下が30.7%、45歳以上64歳以下が21.1%、65歳以上が7.6%である。全体の平均年齢は32歳である。男女比は、女性100人に対して男性は91.1人になる。18歳以上に限ると、女性100人に対して男性は96.7人になる。
一世帯の平均収入は年4万4464ドルで、一家庭あたりでは5万625ドルである。また男性の平均収入は3万5833ドルであるのに対し、女性は2万7604ドルである。自治体の総収入を人口で割った一人当たり総生産（per capita income）は、1万8658ドルになる。全家族の2.8%、全人口の4.7%が貧困層であり、そのうちの5.5%が18歳以下であるが、65歳以上の者は含まれていない。